# Light in Babylon
Light in Babylon es un grupo musical que combina diferentes orígenes étnicos y culturas. El núcleo del grupo está formado por el trío de la irano-israelí Michal Elia Kamal, el francés Julien Demarqueve y el turco Metehan Çiftçi, que se conocieron y unieron en 2010 tocando música por la avenida İstiklal, una de las más famosas de Estambul (Turquía).
En poco tiempo se han convertido en uno de los grupos más populares de Turquía.
Su primer trabajo promocional İstanbul (en turco: “Estambul”) fue publicado en 2010, y un año más tarde, en 2011, publicaron su primer álbum Life Sometimes Doesn’t Give You Space (en inglés, “La vida a veces no te da espacio”). En 2016 publicaron su segundo álbum Yeni Dunya (en turco, “Nuevo mundo”).
El grupo ha estado tocando con varios músicos, recientemente apoyados en los escenarios por el percusionista escocés Stuart Dickson y el bajista británico Jack Butler.

## Historia
Michal Elia Kamal, compositora y voz del grupo, es israelí hija de emigrantes judíos iraníes que escaparon de la Revolución islámica. Con 21 años, mientras estudiaba arte en la universidad, decidió abandonar Tel Aviv y comenzar un viaje por el mundo, cantando y cubriendo gastos, primero por India, luego Europa y finalmente Turquía.
Julien Demarque, francés sin ninguna formación musical, mientras trabajaba como ingeniero en Francia decidió dejarlo todo y empezar un viaje desde el este de Europa hasta la India. Pero en Bulgaria se cruzó con Michal, y terminaron su viaje en Turquía.
En una de las calles más transitadas de Turquía, la İstiklal Caddesi (en turco, “Avenida Libertad”), la pareja conoció a Metehan Çiftçi, un artista callejero turco que estaba tocando el santur, un instrumento donde unas cuerdas tensadas sobre una caja de resonancia se golpean con unas pequeñas varillas.
Además de árabe, turco y farsi, Michal también canta en hebreo antiguo, Julien habla francés e İstiklal turco, por lo que la comunicación en sus inicios no fue fácil.
La banda eligió su nombre Light in Babylon (en inglés, “Luz en Babilonia”) para reflejar las impresiones que obtuvieron mientras reproducían música en la calle. Según Michal: «nuestra primera etapa fue en la calle; gente caminando a casa, yendo a trabajar o en su camino de regreso; nadie mira, nadie ríe. Pero tan pronto como empiezas a tocar música la gente se para, escucha, ríe, llora, baila y hablan unos con otros». Según la historia de Babilonia, la Torre de Babel dividió a la gente y les forzó a hablar en idiomas diferentes. Según Michal: «nuestros miembros de la banda provienen de diferentes regiones y hablan diferentes idiomas, pero todavía tenemos una cultura y un lenguaje compartido - la música».
Comenzaron tocando covers, pero ahora escriben sus propias canciones. Comenzaron tocando en las calles, y luego en festivales internacionales europeos, aunque todavía les gusta tocar en la calle, pero por las diferencias culturales solo tocan en las de Estambul.
Trabajan como independientes pues nunca han querido contratar un gerente porque «quieren preservar sus corazones y su música del hipócrita mundo del espectáculo».
El canal de televisión franco-alemán ARTE grabó un documental sobre la banda.
El grupo recibe una gran cantidad de atención de los medios, aparece regularmente en los canales de televisión turcos, participa en numerosos festivales internacionales por toda Europa, y sus tres integrantes no dejan de colaborar con músicos de todo el mundo.

## Estilo musical
Su repertorio es una mezcla de canciones de estilos tradicionales, en parte hebreas, en parte turcas y en parte en farsi. Las composiciones son propias y mezclan estilos balcánicos y flamencos. Su música étnica está catalogada como World Fusion, pues combina las culturas del Medio Oriente con la música europea.
Sus letras, a menudo melancólicas, hablan del amor, el anhelo, el hogar y la búsqueda; de viajes, del hogar y de la paz. La música es muy rítmica, suena oriental a través del santur y cautiva especialmente por la fuerte voz de la cantante.

## Miembros
- Michal Elia Kamal (voz, djembe).
- Julien Demarque (guitarra acústica, laúd árabe, coros).
- Metehan Çiftçi (santur, sansula, guitarra, coros).

### Colaboradores
- Jack Butler (bajo), en la grabación del álbum Yeni Dunya en 2016.[15]
- Stuart Dickson (percusión), en la grabación del álbum Yeni Dunya en 2016.[15]

### Anteriores colaboradores
- Cabbar Boziye (percusión), en la grabación del álbum İstanbul, publicado en 2011.[16]
- Fethİ Hincal (bajo), en la grabación del álbum Life Sometimes Doesn’t Give You Space en 2011.[17]
- Gürkan Özkan (percusión), en la grabación del álbum Life Sometimes Doesn’t Give You Space en 2011.[17]
- Demir Asaad (percusión).[18]

## Álbumes
- İstanbul (demo) (2010).[19]
- Life Sometimes Doesn’t Give You Space (2011).[20]
- Yeni Dunya (2016).[15]